# 130gy busz (Budapest)
A budapesti 130-as (gyors 130-as) jelzésű autóbusz a Stadionok és Újpalota, Sárfű utca között közlekedett. A járatot a Budapesti Közlekedési Zrt. üzemeltette.

## Története
Az Örs vezér tere és a Rákospalotai köztemető között közlekedő 130-as busz végállomását 1993. december 15-én a Népstadion metróállomáshoz helyezték át, jelzését pedig 130-asra módosították.
1996 novemberében végállomása átkerült a Pólus Center elé, amely megálló 1998-ban az Újpalota, Sárfű utca nevet kapta.
2007. augusztus 21-én visszakapta a 130-as jelzést.

## Útvonala
| Újpalota, Sárfű utca felé | Stadionok felé |
| --- | --- |
| Stadionok vá. – Kerepesi út – Fogarasi út – felüljáró – Csömöri út – György utca – Rákospalotai határút – Szentmihályi út – Erdőkerülő utca – Zsókavár utca – Nyírpalota út – Páskomliget utca – Bánkút utca – Szentmihályi út – Újpalota, Sárfű utca vá. | Újpalota, Sárfű utca vá. – Szentmihályi út – Nyírpalota út – Zsókavár utca – Erdőkerülő utca – Szentmihályi út – Rákospalotai határút – György utca – Csömöri út – felüljáró – Fogarasi út – Kerepesi út – Stadionok vá. |

## Megállóhelyei
| 0  | Stadionok végállomás                              | 27 | (2007 nyarán pótlóbusz közlekedett helyette) 95, 161E, M2 75, 77, 80–81 1, 1A Helyközi buszok Távolsági járatok |
| 2  | Pillangó utca                                     | 24 | 80–81 |
| 4  | Róna utca                                         | 22 | 80–81 |
| 5  | Nagy Lajos király útja                            | 21 | 32 80–81 3, 62                                                                                                  |
| 8  | Vezér utca                                        | 19 | 31, 131, 144 80–81, 82                                                                                          |
| 9  | Fischer István utca                               | 18 | 131, 144 80–81                                                                                                  |
| 11 | Pálya utca                                        | 15 | 31, 92, 131, 144, 177, 192                                                                                      |
| 13 | Rákóczi út (↓) Batthyány utca (↑)                 | 14 | 31, 77, 92, 131, 177, 192                                                                                       |
| 14 | József utca                                       | 13 | 31, 92, 131, 192                                                                                                |
| 15 | János utca                                        | 12 | 31, 144, 144, 192                                                                                               |
| 16 | Diófa utca (↓) Csömöri út (↑)                     | 11 | 31, 131, 144, 144, 192                                                                                          |
| 17 | Baross utca                                       | 10 | |
| 18 | Gusztáv utca                                      | 10 | |
| 19 | Rákospalotai határút (↓) György utca (↑)          | 9  | 75 |
| 20 | Szentmihályi út (↓) Rákospalotai határút (↑)      | 8  | 75 |
| 22 | Erdőkerülő utca (↓) Újpalota, Szentmihályi út (↑) | 6  | 75, 96, 96, 96A, Palota                                                                                         |
| 23 | Erdőkerülő utca 28. (↓) Erdőkerülő utca 27. (↑)   | 5  | 96, 96, 96A, Palota                                                                                             |
| 24 | Zsókavár utca (↓) Újpalota, Erdőkerülő utca (↑)   | 4  | 96, 96, 96A, Palota 69                                                                                          |
| 25 | Nyírpalota út (↓) Zsókavár utca (↑)               | 3  | 73, 96, 96, 96A, 173, Palota 69                                                                                 |
| 26 | Páskomliget utca                                  | 2  | 73, 96, 96, 96A, 173, Palota, Pólus 69                                                                          |
| 27 | Sárfű utca                                        | ∫  | 96, 96, 96A 69                                                                                                  |
| 28 | Bánkút utca                                       | ∫  | 96, 96, 96A |
| 29 | Rákospalotai köztemető                            | ∫  | 96, 96A, 177, Palota                                                                                            |
| ∫  | Nyírpalota út                                     | 1  | 73, 173 |
| 31 | Újpalota, Sárfű utca végállomás                   | 0  | |